# Simplesmente Kim
Simplesmente Kim é o sétimo álbum de estúdio do cantor Kim, lançado em 2004 pelas gravadoras Record Music/Line Records. Em 2008 o álbum ganhou o Disco de Ouro com 50.000 unidades vendidas.
O álbum reúne alguns dos maiores sucessos do cantor como "Por Amor", "O Dom de Amar", "O meu amor por você", "Da janela central", além de duas regravações internacionais - "Always on My Mind" em inglês e "Seamisai" em italiano e mais 2 músicas inéditas.

## Faixas
(Todas as músicas por Kim, exceto onde anotado)
1. Por Amor
2. Always on My Mind (M. James, J. Christopher e W. Thompson)
3. Da Janela Central
4. O Meu Amor Por Você
5. Canção de Amor
6. O Dom de Amar
7. Seamisai (Cheope e G. Carella)
8. Aleluia (Kim, Cézar e Júlio)
9. Haja o Que Houver
10. Entre Eu e Você (Kim e Júlio)
11. Um Sentimento
12. Sem TV eu Te Enxergo Muito Mais
13. Sempre Vou Te Amar
14. Meu Libertador
15. Pra Valer (Martin Lutero e Sidonia Witt)